# 유럽 고속도로 25호선

E25의 지도.

유럽 고속도로 25호선(영어: European route E25)는 국제 연합의 국제 E-로드 네트워크의 노선으로 A클래스 남북 방면 주요도로이다. 네덜란드의 후크 판 홀란드를 출발점으로 이탈리아 시칠리아섬의 팔레르모를 종착점으로 한다. 이 도로는 6개국 약 1,830 km를 연결한다.

## 경로

### 네덜란드
- N220 후크 판 홀란드 - Maasdijk
- A20 Maasdijk - 호우다
- A12 호우다- 위트레흐트
- A2 위트레흐트 - 에이스든(경계)

### 벨기에
- A25 에이스든(경계) ) - 뤼티히
- A26 뤼티히- 네프샤토
- A4 네프샤토 - 아를롱 (경계)

### 룩셈부르크
- A6 아를롱 (경계) - 룩셈부르크
- A3 룩셈부르크 - 두델랑게 (경계)

### 프랑스
- A31 두델랑게 (경계) - 메스
- A4 메스 - 스트라스부르
- A35/N83 스트라스부르 - 생루이 (경계)

### 스위스
- A3 생루이 (경계) - 바젤
- A2 바젤 - 올튼
- A1 올튼 - 제네바 (경계)

### 프랑스
- A40 제네바 (경계) ) - 셍제르베레방
- N205 셍제르베레방 - 샤모니(경계)

### 이탈리아
- A5 샤모니(경계) - 이브레아
- A4-A5 이브레아 - 산티아
- A4-A26 산티아 - 베르첼리
- A26 베르첼리 - 제노바
- A10 제노바 - 제노바 항
  -  이탈리아 제노바 제노바 항에서  프랑스 바스티아 바스티아 항까지는 카페리로 연결한다.

### 프랑스(코르시카섬)
- N193 바스티아 - 베스코바토
- N198 베스코바토 - 보니파시오
  -  프랑스 보니파시오 보니파시오 항에서  이탈리아 포르토토레스 포르토토레스 항까지는 카페리로 연결한다.

### 이탈리아(섬지역)

#### 사르데냐섬
- S131 포르토토레스 - 칼리아리
  -  이탈리아 사르데냐섬 칼리아리 칼리아리 항에서  이탈리아 시칠리아섬 팔레르모 팔레르모 항까지는 카페리로 연결한다.

#### 시칠리아섬
- 팔레르모